# Blown Away - Spazzato via
Blown Away - Spazzato via (Blown Away) è un film canadese-statunitense del 1993 diretto da Brenton Spencer.
Il film venne presentato in anteprima su HBO il 14 agosto 1993 ed è stato distribuito in VHS il 23 novembre 1993.

## Trama
Il giovane Rich è sedotto dall'attraente Megan, che tuttavia sembra avere un passato oscuro e collegato a una serie di omicidi che avevano portato alla morte dei suoi genitori e di alcuni conoscenti; in maniera simile, anche il fratellastro di Rich, Wes, sembra implicato nei medesimi crimini. Rich cerca così di arrivare alla verità, temendo di diventare il capro espiatorio dell'intera vicenda.